# Vitaliy Reva
Vitaliy Hryhorovych Reva - em ucraniano, Віталій Григорович Рева (Dnipropetrovsk, 19 de novembro de 1974) é um futebolista da Ucrânia.

## Carreira
Revelado pelo Polihraftekhnika Oleksandriya (atual FC Oleksandriya) em 1992, Reva permaneceu até 1995 no clube, onde atuou em 88 jogos. Foi contratado pelo CSKA-Borysfen (hoje, Arsenal Kiev), atuando em 127 partidas entre 1995 e 2001, quando assinou com o Dinamo de Kiev.
No Dinamo, o goleiro notabilizou-se apenas por ser o reserva imediato de Oleksandr Shovkovskyi, titular indiscutível da equipe. Mesmo assim, Reva atuou em 50 jogos. Passou ainda por Tavriya Simferopol e Dynamo-2 Kyiv até novamente ganhar o status de titular, no Arsenal Kiev, defendendo a equipe por 90 partidas.
Entre 2011 e 2013, Reva jogou apenas 22 vezes (2 pelo Obolon Kiev, seis pelo Kryvbas e mais 14 em sua terceira passagem no Arsenal Kiev). Desde que saiu novamente do Arsenal em 2013, o goleiro segue desempregado.

## Seleção Ucraniana
Na Seleção Ucraniana de Futebol, Reva foi novamente reserva de Shovkovskyi, assim como no Dinamo. Entre 2001 e 2003, o goleiro foi titular em apenas nove jogos.